# Аль Міннс
Аль Міннс (1 січня 1920 — 24 квітня 1985) — відомий американський ліндіхоппер і джазовий танцівник. Відомий своїми виступами в 1930-х і 1940-х роках разом з Гарлемським танцювальним гуртом Whitey's Lindy Hoppers, Міннс працював протягом усього свого життя, щоб сприяти популяризації танцю, який він і його соратники розвивали в клубі Савой у Нью-Йорку.

## Біографія
Аль Міннс народився 1 січня 1920 року. У 1930-ті він приєднується до танцювального гурту Whitey's Lindy Hoppers і швидко стає одним з найвідоміших та найактивніших учасників гурту. Часто танцює та виступає у Савої, бере участь у багатьох конкурсах. У 1938 році Аль Міннс і Сандра Гібсон виграють відомий конкурс Harvest Moon Ball.
Вперше з'являється в кіно у стрічці Keep Punching у 1939, де він разом з іншими танцівниками виконує танок Біг Епл, поставлений Френкі Меннінгом. У 1941 Whitey's Lindy Hoppers отримують запрошення взяти участь у фільмі Hellzapoppin'. Однак, Міннс не попадає в попередній склад команди. Тим не менш, коли одна із пар відмовляється взяти участь, Аль та його партнерка Віла Май Рікер замінюють їх. За допомогою Френкі Меннінга, Аль Міннс ставить хореографію, де особливо підкреслюються переваги його стилю — довгі лінії та робота ногами.
З початком Другої світової війни Whitey's Lindy Hoppers розпадаються. Однак, Аль Міннс зі своїм колегою Леон Джеймсом (відомі як Jazz Dancers) створюють коротку комедійну виставу «Мок та Пок», з якою виступають і навіть роблять відеокліп. Також вони ставлять новий номер, в якому разом танцюють. Цікаво, що Леон також виступав з номером «Мок і Пок та Кок і Пок» під час гастролювання з музичним гуртом Ink Spots в середині 1940-х як. У 1960-ті Аль та Леон багато працюють разом, вони беруть участь у телевізійних передачах Джонні Карсона, працюють разом з Маршалом Стернсом над його книжкою «Jazz Dance».
К 1980-х саме з Аль Міннса починається відродження лінді-хопу. У 1982 він починає викладати лінді-хоп у танцювальному центрі Сандри Камерон, створюючи нове покоління ліндіхопперів. А у 1984 Аль їде до Стокгольму, щоб навчати танцювальний гурт The Rhythm Hot Shots. До цього часу шведи використовували як джерело інформації кліпи зі старих кінострічок.
Аль Міннс помер від раку 4 квітня 1985 у Центральному шпиталі Квінз в Нью-Йорку у віці 65 років.

## Фільмографія
- Keep Punching (1939)
- Hellzapoppin' (1941)
- Горячий шоколад (1941)
- Хатина в небі (1943)
- Midnight Menace (1946)
- The Spirit Moves (1950)
- Jazz Dance (1954)
- Twelfth Street Rag (1964)

## Телебачення
- Chicago and All That Jazz — щотижневе шоу Дюпонта, разом з Леоном Джеймсом (1961)
- Playboy Club разом з Леоном Джеймсом (1964)